# Pseudaspididae
Die Pseudaspididae sind eine Familie natternartiger Schlangen, die mit zwei Arten im südlichen und äquatorialen Afrika vorkommt. Es sind tagaktive, sich schnell bewegende und aktiv jagende Schlangen.
Die Bezeichnung Pseudaspididae beruht auf der Tribus Pseudaspidini, die 1978 durch die US-amerikanischen Herpetologen Herndon Glenn Dowling und William E. Duellman mit einer relativ heterogenen Zuordnung verschiedener Arten eingeführt wurde. Der belgische Herpetologe Danny Meirte benutzte den Namen Pseudaspidinae 1992 für eine Unterfamilie der Nattern (Colubridae) mit vier Tribus (einschließlich der Pseudaspidini) und einer ebenso heterogenen Zusammenstellung verschiedener Arten. Der US-amerikanische Herpetologe Samuel B. McDowell vermutete 1987, dass die Gattungen Pseudaspis und Pythonodipsas nah verwandt sind, da sie eine Chromosomenzahl von 42 haben, was bei allen anderen höheren Schlangen (Caenophidians) nicht vorkommt.
Die Gruppe wurde mit drei Gattungen (Psammodynastes, Pseudaspis und Pythonodipsas) einige Zeit als Unterfamilie der Lamprophiidae geführt, wird in der Reptile Database seit kurzem in Anlehnung an die Forschungsergebnisse von Hussam Zaher und Kollegen aber als eigenständige Familie angesehen. Die Pseudaspididae sind die Schwestergruppe der Prosymnidae, beide zusammen sind die Schwestergruppe der Lamprophiidae. Die Verwandtschaft der Gattungen der Pseudaspididae und die Abtrennung dieser Familie von den Nattern und den Lamprophiidae gründet sich auf molekularbiologische Untersuchungen und wird noch nicht durch morphologische Merkmale gestützt.

## Gattungen und Arten
In der Familie Pseudaspididae gibt es zwei Arten in zwei Gattungen:
- Pseudaspis (Typusgattung)
  - Maulwurfsnatter (Pseudaspis cana)
- Pythonodipsas
  - Pythonodipsas carinata

Ursprünglich gehörte auch die südostasiatische Gattung Psammodynastes zu den Pseudaspididae. Im Mai 2024 wurde für sie aber eine eigenständige Familie (Psammodynastidae) eingeführt, da sie innerhalb der Überfamilie Elapoidea eine basale Stellung hat.

## Belege
1. ↑  
Nicolas Vidal, William R. Branch, Olivier S.G. Pauwels, S. Blair Hedges, Donald G. Broadley, Michael Wink, Corinne Cruaud, Ulrich Joger, Zoltán T. Nagy: Dissecting the major African snake radiation: a molecular phylogeny of the Lamprophiidae Fitzinger (Serpentes, Caenophidia). In: Zootaxa. Band 1945, 2008, ISSN 1175-5326, S. 51–66., DOI: 10.11646/zootaxa.1945.1.3, PDF, Seite 52.
2. ↑  Dowling, H.G. & Duellman, W.E. (1978): Systematic Herpetology: a Synopsis of Families and Higher Categories. HISS Publications, New York.
3. ↑  Danny Meirte (1992): Clés de determination des serpents d’Afrique. Museum Royal d’Afrique Centrale, Tervuren Belgique Annual Series Octavo Science Zoologique, 267:1-152.
4. ↑  McDowell, S.B. 1987. Systematics. In: Seigel, R.A.; Collins J.T. & Novak, S.S. (Hrsg.), Snakes: Ecology and Evolutionary Biology. Macmillan Publishing Co., New York, p.3–50.
5. ↑  
Christopher M. R. Kelly, Nigel P. Barker, Martin H. Villet, Donald G. Broadley: Phylogeny, biogeography and classification of the snake superfamily Elapoidea: a rapid radiation in the late Eocene. Cladistics,  Januar 2009, doi: 10.1111/j.1096-0031.2008.00237.x
6. ↑  
Hussam Zaher, Robert W. Murphy, Juan Camilo Arredondo, Roberta Graboski, Paulo Roberto Machado-Filho, Kristin Mahlow, Giovanna G. Montingelli, Ana Bottallo Quadros, Nikolai L. Orlov, Mark Wilkinson, Ya-Ping Zhang, Felipe G. Grazziotin (2019): Large-scale molecular phylogeny, morphology, divergence-time estimation, and the fossil record of advanced caenophidian snakes (Squamata: Serpentes). PLOS ONE, Mai 10, 2019. doi: 10.1371/journal.pone.0216148
7. ↑  Ophidia (Serpentes) - Snakes in The Reptile Database
8. 1 2  
Sunandan Das, Eli Greenbaum, Jonathan Brecko, Olivier S. G. Pauwels, Sara Ruane, Stacy Pirro und Juha Merilä. 2024. Phylogenomics of Psammodynastes and Buhoma (Elapoidea: Serpentes), with the Description of A New Asian Snake Family. Scientific Reports. 9489. DOI: 10.1038/s41598-024-60215-2